# Monimiaceae

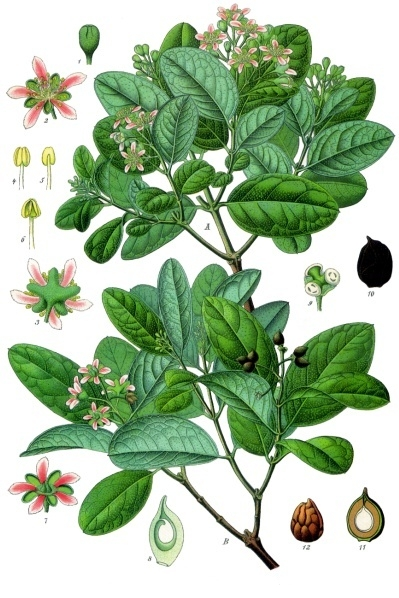
Kresba boldovníku vonného (Peumus boldus) z roku 1897

Monimiaceae (česky: boldovníkovité) je čeleď nižších dvouděložných rostlin z řádu vavřínotvaré (Laurales). Jsou to stálezelené dřeviny se vstřícnými, kožovitými a většinou zubatými listy, rozšířené v tropech téměř celého světa. Pro některé zástupce jsou význačná nápadná souplodí nažek uzavřených v dužnatém a nepravidelně pukajícím květním lůžku. Nejznámějším zástupcem je boldovník vonný, rostlina používaná v lékařství.

## Popis
Zástupci čeledi Monimiaceae jsou stálezelené stromy a keře se vstřícnými kožovitými listy bez palistů. Výjimečně jsou listy uspořádány v přeslenech po třech. Čepel listů je celokrajná nebo na okraji zubatá. Rostliny jsou lysé nebo se odění skládá z jednoduchých či hvězdovitých chlupů. Květenství jsou vrcholová nebo úžlabní, někdy vyrůstají i na kmenech (kauliflorie), nejčastěji vrcholíky nebo svazečky. Květy jsou jednopohlavné, dosti velké, většinou pravidelné nebo řidčeji dvoustranně souměrné, obvykle s dobře vyvinutým receptákulem. Okvětí je tvořeno 3 až mnoha okvětními lístky, které mohou být podobné kališním lístkům nebo nápadně zbarvené a nahrazující korunu. Samčí květy obsahují několik až mnoho tyčinek. V samičích květech je 1 až mnoho volných pestíčků (apokarpní gyneceum), které jsou u některých zástupců srostlé se stěnou receptákula. V každém pestíčku je jediné vajíčko. Plodem jsou nažky nebo peckovice, u některých zástupců uzavřené v masitém a často nápadně zbarveném receptákulu.

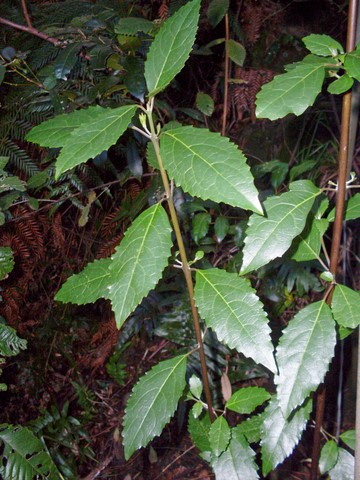
Hedycarya angustifolia
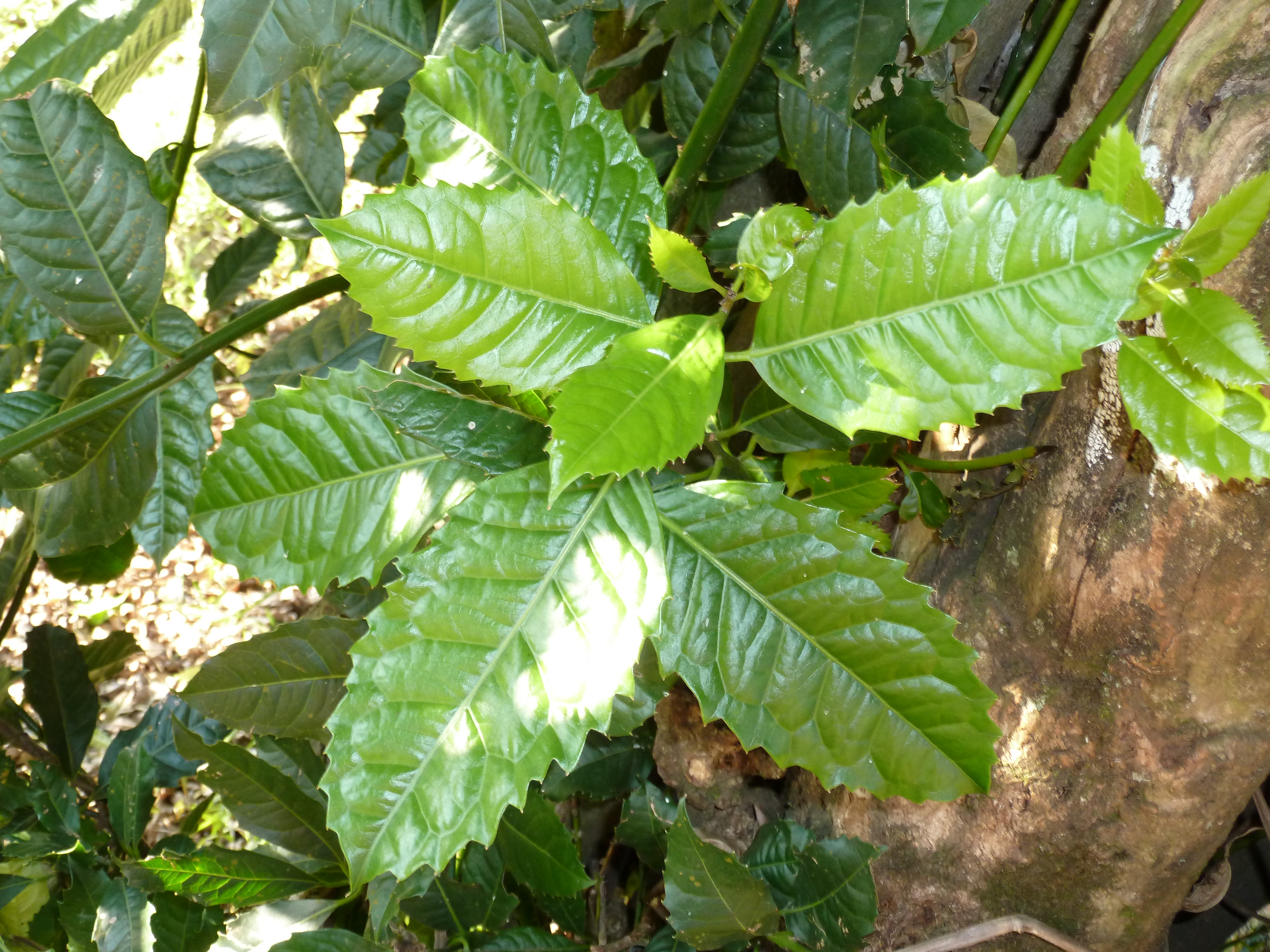
Xymalos monospora
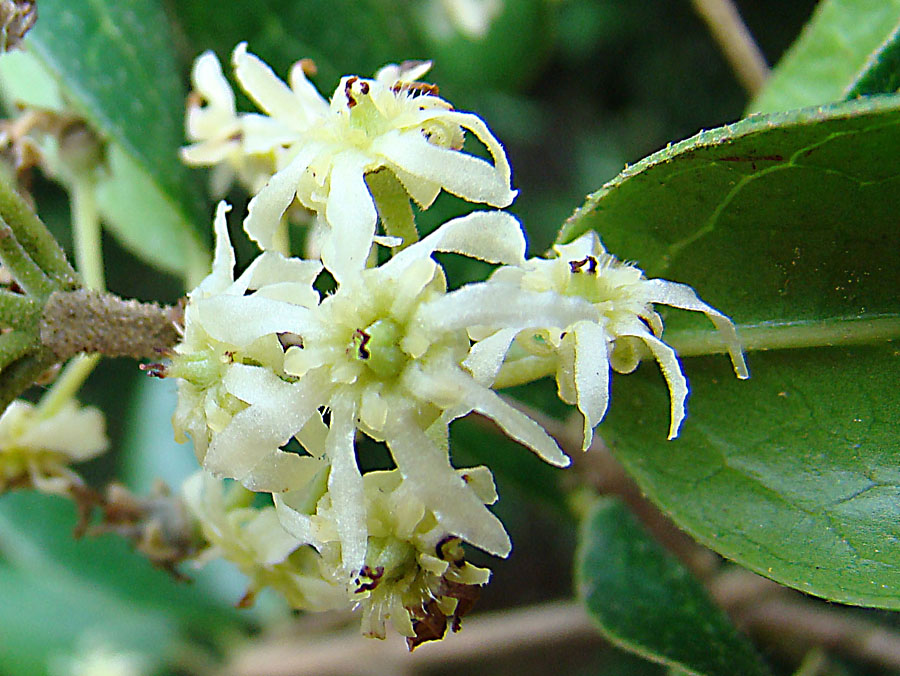
Kvetoucí boldovník vonný (Peumus boldus)
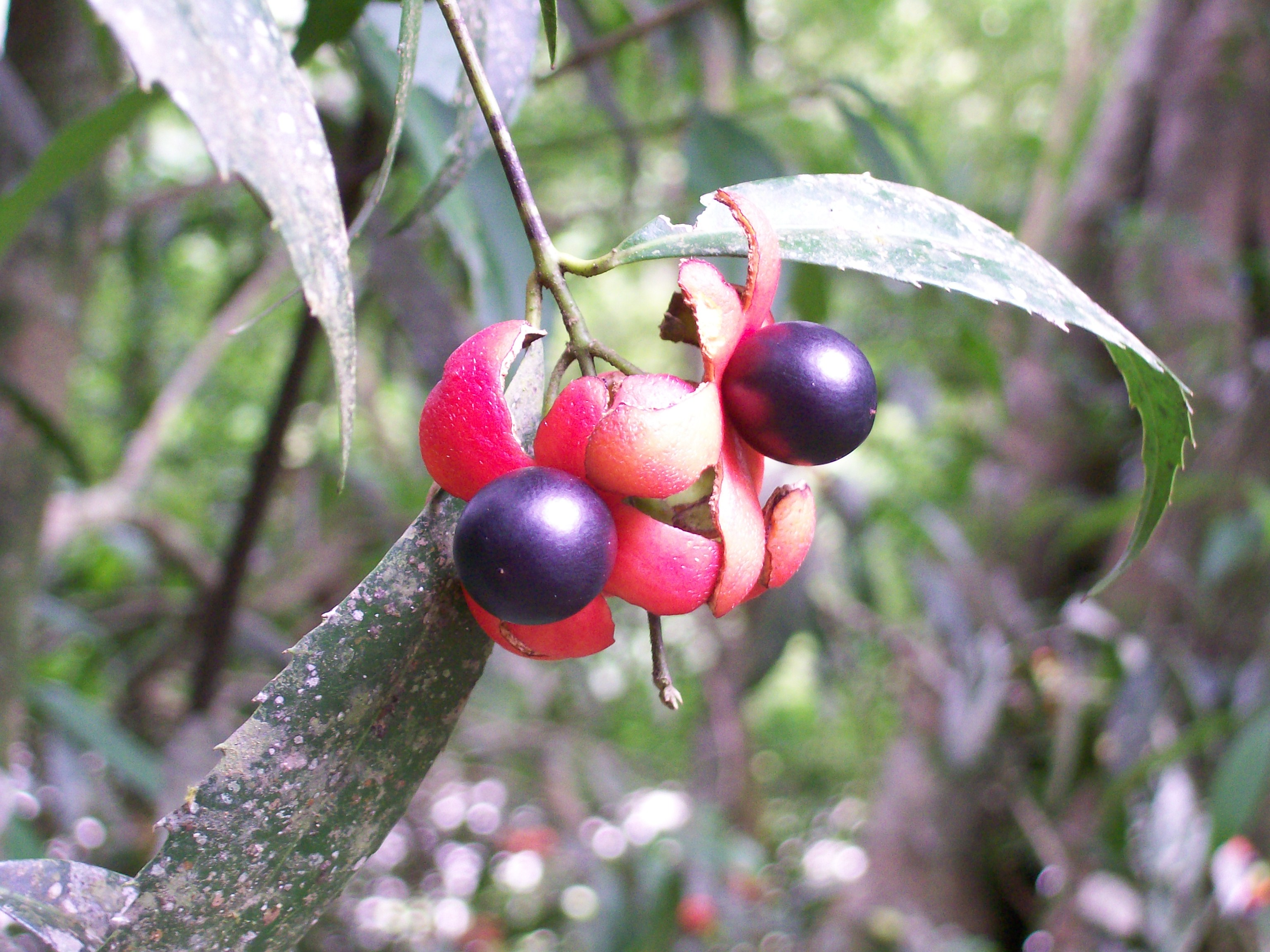
Plody Hennecartia omphalandra

## Rozšíření
Čeleď zahrnuje (v současném pojetí) asi 134 až 200 druhů v 17 až 25 rodech. Je rozšířena v tropech téměř celého světa, některé druhy přesahují do subtropů a výjimečně i do mírného pásu. Rozšíření zástupců Monimiaceae v tropech je nerovnoměrné. Centrum druhové diverzity je na Nové Guineji, kde roste celkem 75 druhů v 10 rodech. V Austrálii roste 26 druhů, na Nové Kaledonii 10 druhů ve 2 rodech, na Madagaskaru a Maskarénách 63 druhů ve 4 rodech, ve Střední a Jižní Americe 30 druhů v 5 rodech. V Africe roste jediný druh rodu Xymalos.
Většina druhů čeledi Monimiaceae jsou keře nebo nízké stromy rostoucí v podrostu tropických deštných lesů od nížin až po horní hranici lesa. Řidčeji jsou to liány pnoucí se do korun stromů. Výjimečně rostou jako keře na písčitých půdách mořského pobřeží (Kibara rigidifolia) nebo nad horní hranicí lesa (Kibara oligocarpella). V tropické Asii roste největší počet druhů v nižších horských lesích.

## Taxonomie
Podle kladogramů Angiosperm Phylogeny Group jsou nejblíže příbuznými skupinami čeledi Lauraceae a Hernandiaceae, s nimiž tvoří čeleď Monimiaceae monofyletickou skupinu. V minulosti byly součástí čeledi i rody řazené dnes do čeledí Siparunaceae a Atherospermataceae.
Pojetí rodů je v této čeledi dosti neustálené, podobně jako udávaný počet druhů.

## Rozlišovací znaky
Kořenitá vůně při rozemnutí a jednoduché vstřícné listy odlišují Monimiaceae i v nekvetoucím stavu od většiny ostatních čeledí s výjimkou Siparunaceae a Atherospermataceae.
Některé nemnohé vavřínovité (Lauraceae) mají rovněž vstřícné listy, jsou však vždy celokrajné, kdežto většina zástupců Monimiaceae má listy na okraji víceméně oddáleně zubaté. Chloranthaceae mají charakteristické ztlustlé nody.

## Zástupci
- boldovník (Peumus)
- žíroň (Mollinedia)[9]

## Význam
Využití Monimiaceae není velké. Boldovník vonný (Peumus boldus) je používán v lékařství i v domorodé medicíně Latinské Ameriky. V Chile je také používán jako koření.

## Seznam rodů
Austromatthaea,
Carnegieodoxa,
Decarydendron,
Ephippiandra,
Grazielanthus,
Hedycarya,
Hemmantia,
Hennecartia,
Hortonia,
Kairoa,
Kibara,
Kibaropsis,
Laureliopsis,
Lauterbachia,
Levieria,
Macropeplus,
Macrotorus,
Matthaea,
Mollinedia,
Monimia,
Palmeria,
Parakibara,
Pendressia,
Peumus,
Steganthera,
Tambourissa,
Wilkiea,
Xymalos